# Dobersdorf
Dobersdorf er en by og en kommune i det nordlige Tyskland, beliggende i Amt Selent/Schlesen i den nordlige del af Kreis Plön. Kreis Plön ligger i den østlige/centrale del af delstaten Slesvig-Holsten.

## Geografi
I kommunen ligger ud over Dobersdorf, landsbyerne Jasdorf, Lilienthal, Schädtbek og Tökendorf, og bebyggelserne Charlottenhof, Friedrichsberg, Moorsehden, Mörken, Rehburg, Timmbrook, Wildhaus, Wulfsburg, Wulfskuhl og Voßberg, samt godset Dobersdorf.
Dobersdorf er beliggende omkring 15 km øst for Kiel ved Dobersdorfer See. Bundesstraße 202, går syd for Dobersdorf fra Kiel til Lütjenburg, og Bundesstraße 502, der følger kysten nord for Dobersdorf fører ligeledes fra Kiel til Lütjenburg, ligger begge omkring 5 km væk. Jernbanen Kiel-Schönberger Eisenbahn fra Kiel til Schönberg går nord for Dobersdorf.